# Краснобокий астрильд
Краснобо́кий астрильд (лат. Glaucestrilda thomensis) — вид птиц семейства вьюрковых ткачиков отряда воробьинообразных.

## Внешний вид
Длина тела 11 см. У самца темя, спина и кроющие крыла голубовато-серые; оперение на спине отливает красноватым. Надхвостье и верхние кроющие хвоста ярко-красные. Рулевые чёрные с теневыми поперечными полосами, которые очень заметны, когда свет падает на них под углом. Клюв серо-чёрный с красным основанием; от него тянется чёрная уздечка, которая имеет продолжение за тёмно-коричневым глазом в виде сужающейся чёрной полоски. Стороны головы целиком светло-серо-голубые до беловатого. Под клювом маленькая чёрная бородка на светло-голубовато-сером фоне горла. Грудь в верхней части тоже светло-голубовато-серая, но с заметным розовым отливом, книзу переходит в серый цвет. Бока с широкими ярко-красными полосами. Маховые тёмно-коричневые, подхвостье и нижние кроющие хвоста чёрные. Ноги серо-коричневые.
Самка окрашена подобно самцу, только на спине нет красного оттенка, на боках лишь слабый красный оттенок, а нижние кроющие хвоста тёмно-коричневые.

## Образ жизни
Населяют сухие места смешанных лесов. Спят в гнезде, на землю слетают изредка, больше держатся в верхних ветвях растений. При возбуждении издают высокое «крии». Песенка самца состоит из троекратного протяжного свиста «сии-сиие-сюи». Самочка поёт очень редко высоким и коротким «сии».

## Размножение
Гнездятся один раз в год, изредка 2 раза. В кладке бывает 3—5 белых яиц. Насиживание длится две недели.

## Распространение
Обитают на западе Анголы в горах Майомбе.

## Содержание
В Европу (в Швейцарию) краснобокие астрильды попали в 1969 году. Довольно трудны в разведении.